# Chlorodontopera chalybeata
Chlorodontopera chalybeata är en fjärilsart som beskrevs av Moore 1872. Chlorodontopera chalybeata ingår i släktet Chlorodontopera och familjen mätare. Inga underarter finns listade i Catalogue of Life.